# Simon Yam
Ne doit pas être confondu avec Simon Nam.

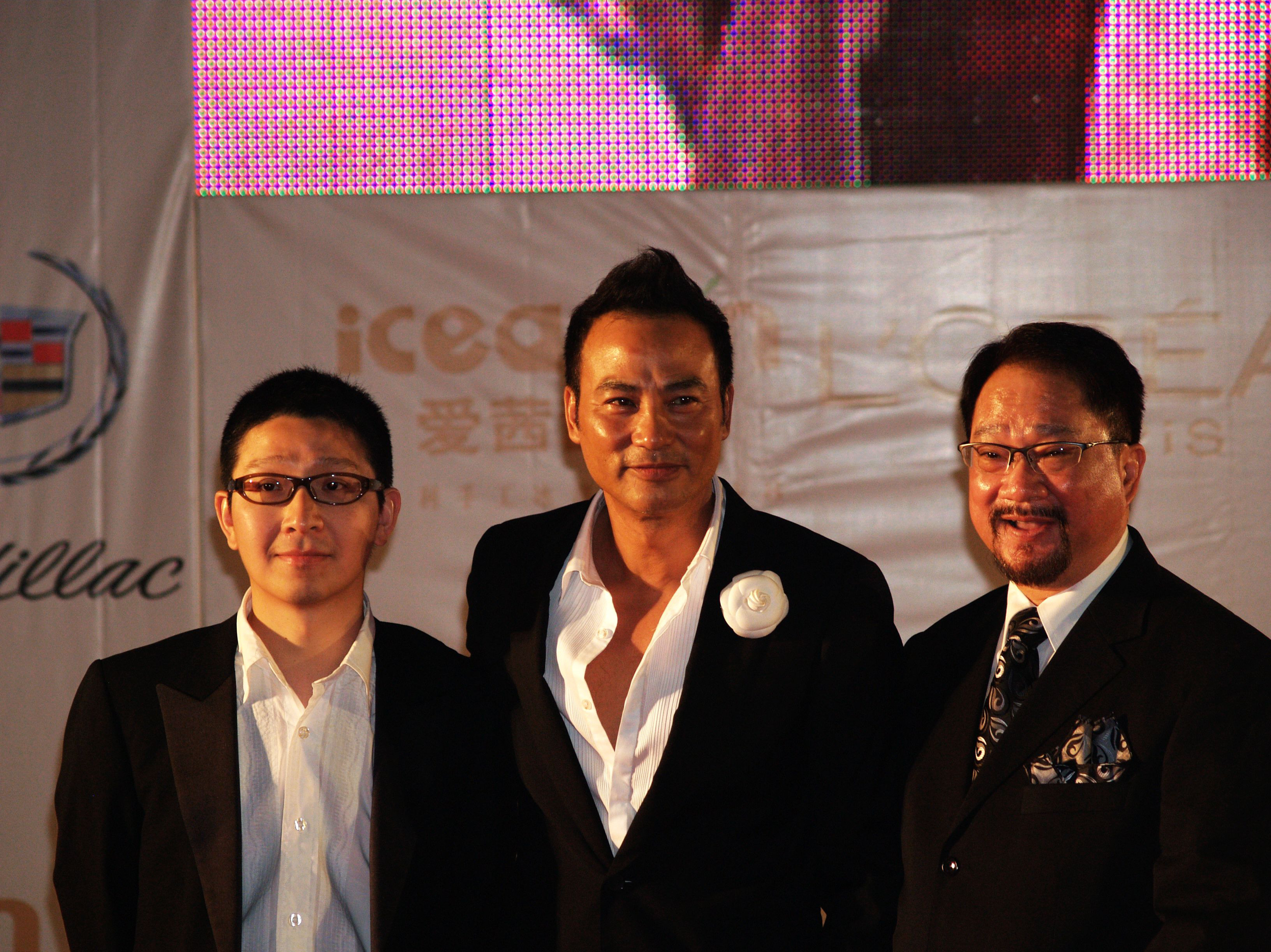
Simon Yam (au centre) au Festival international du film de Shanghaï en 2007.

Yam Tat-wah (任達華), dit Simon Yam, est un acteur et producteur hongkongais, né le 19 mars 1955 à Hong Kong.
Acteur spécialisé dans les films de Catégorie 3[Quoi ?] au début des années 1990. Après un passage chez John Woo dans son mythique Une Balle dans la tête et dans d'autres polars noirs de l'époque, il devient une valeur sûre auprès de grands metteurs en scène comme Johnnie To, dans son studio Milkyway Image où il est régulièrement sollicité.

## Biographie
Yam débute comme mannequin avant de devenir acteur au milieu des années 1970. Il travaille ensuite avec TVB et joue dans de nombreuses séries TV avant de passer au cinéma en 1987. Son frère aîné, Yam Tak-wing, est un commissaire adjoint à la retraite de la police de Hong Kong.
En 1989, il joue en anglais dans la production nippo-hongkongaise Bloodfight. En 1992, Yam est salué par la critique pour son rôle de juge maniaque dans le film policier Full Contact, où il se bat dans un duel sanglant avec le personnage de Chow Yun-fat. En 1993, il joue le personnage de Dhalsim dans la comédie d'action Future Cops, parodie de Street Fighter, réalisée par Wong Jing. En 1996, Yam interprète Chiang Tin-sung, le chef de la triade Hung Hing dans les trois premiers films de la série des Young and Dangerous.
En 2000, Yam joue Cheung San, le progéniteur de tous les vampires, dans la série TV My Date with a Vampire II (en), produite par ATV (en). En 2003, il fait ses débuts à Hollywood avec Lara Croft : Tomb Raider, le berceau de la vie dans le rôle d'un seigneur de crime shaolin.
En 2013, Yam devient réalisateur avec le film d'horreur Tales from the Dark 1 (en).

## Vie privée
Yam est marié à Sophia Kao, aussi appelée Qi Qi, une mannequin internationale. Kao est née à Shanghai mais a grandi en Autriche. Ils ont une fille, Ella.
Le 20 juillet 2019, Yam est poignardé au ventre et au bras en pleine cérémonie de promotion à Zhongshan en Chine. Il se démène ensuite pour éviter les nouvelles attaques de l'agresseur qui est arrêté par la sécurité. Il est opéré avec succès et ses jours ne sont pas en danger. Son agresseur présumé, âgé de 53 ans et placé en détention, est diagnostiqué d’une schizophrénie paranoïde.

## Filmographie
- 1979 : Law Don
- 1980 : House of the Lute
- 1981 : The Informer
- 1981 : Twins
- 1982 : He Lives By Night
- 1982 : Green Killer
- 1986 : Goodbye Mammie
- 1986 : Tong – A Chinatown Story
- 1987 : The Big Brother
- 1988 : Tiger Cage
- 1988 : Osmanthus Alley
- 1988 : Burning Snow
- 1988 : Mistaken Identity
- 1988 : Woman Prison
- 1989 : Live Hard
- 1989 : Burning Ambition
- 1989 : Lucky Star
- 1989 : Chinese Cop Out
- 1989 : Framed
- 1989 : The Wild Ones
- 1989 : Mr. Coconut
- 1989 : Final Run
- 1989 : Four Loves
- 1989 : Miracles
- 1989 : Big Man Little Affair
- 1989 : Bloodfight
- 1990 : Une Balle dans la tête
- 1990 : Killer's Romance
- 1990 : Hong Kong Gigolo
- 1990 : The Cyprus Tigers
- 1990 : Fatal Termination
- 1990 : Return Engagement
- 1990 : Doctor's Heart
- 1991 : The Plot
- 1991 : Bullet for Hire
- 1991 : The Great Pretenders
- 1991 : Gigolo and Whore
- 1991 : Black Cat
- 1991 : Deadly Deal
- 1991 : Sea Wolves
- 1991 : Queen's High
- 1991 : The Good, the Bad, and the Bandit
- 1991 :Mission of Condor
- 1991 : The Banquet
- 1992 : Gun n' Rose
- 1992 : Gigolo & Whore II
- 1992 : Cash On Delivery
- 1992 : Once Upon A Time A Hero in China
- 1992 : Dr. Lamb
- 1992 : Friday Gigolo
- 1992 : The Night Rider
- 1992 : Naked Killer
- 1992 : Powerful Four
- 1992 : Full Contact
- 1993 : Holy Weapon
- 1993 : Killer's Love
- 1993 : The Incorruptible
- 1993 : A Day Without Policeman
- 1993 : Insanity
- 1993 : Can't Stop My Crazy Love For You
- 1993 : Love Among the Triad
- 1993 : The First Shot
- 1993 : Warriors: The Black Panther
- 1993 : Future Cops
- 1993 : Prince of Portland Street
- 1993 : Final Judgment
- 1993 : Run & Kill
- 1993 : Raped by an Angel
- 1993 : Rose Rose I Love You
- 1994 : The True Hero
- 1994 : Awakening
- 1994 : Tragic Fantasy – Tiger of Wanchai
- 1994 : Drunken Master 3
- 1994 : Crystal Fortune Run
- 1994 : Crossings
- 1994 : The Devil's Box
- 1995 : Passion 1995
- 1995 : Twist
- 1995 : Police Confidential
- 1995 : Dragon Killer
- 1995 : Because of Lies
- 1995 : Love, Guns, and Glass
- 1995 : Story of a Robber
- 1995 : Farewell to My Dearest
- 1995 : Ghostly Bus
- 1995 : Man Wanted
- 1996 : King of Robbery
- 1996 : Bloody Friday
- 1996 : To Be No. 1
- 1996 : All of a Sudden
- 1996 : Street Angel
- 1996 : Scared Memory
- 1996 : Young and Dangerous
- 1996 : Young and Dangerous 2
- 1996 : Young and Dangerous 3
- 1998 : The Suspect
- 1998 : Operation Billionaire
- 1998 : Expect the Unexpected
- 1998 : Casino
- 1998 : Hitman
- 1999 : The Mission
- 1999 : The Legend of Speed
- 1999 : Night Club
- 1999 : Trust Me U Die
- 2000 : Juliet in Love
- 2000 : Model from Hell
- 2000 : Horoscope II: The Woman from Hell
- 2000 : To Where He Belongs
- 2000 : Deathnet.com
- 2000 : Cold War
- 2000 : Man Wanted 3
- 2001 : Midnight Fly
- 2001 : Fulltime Killer
- 2001 : Final Romance
- 2002 : My Left Eye Sees Ghosts
- 2002 : Partners
- 2003 : Lara Croft : Tomb Raider, le berceau de la vie
- 2003 : Looking for Mr. Perfect
- 2003 : PTU
- 2003 : Eternal Flame of Fatal Attraction
- 2004 : Breaking News
- 2004 : Wake of Death
- 2005 : Mob Sister
- 2005 : Election
- 2005 : The Unusual Youth
- 2005 : Outback
- 2005 : SPL (aka Kill Zone (US))
- 2005 : Dragon Squad
- 2006 : Election 2 (aka Triad Election (US))
- 2006 : Exilé
- 2007 : Filatures
- 2007 : Triangle
- 2007 : Exodus
- 2008 : Sasori
- 2008 : Ballistic
- 2008 : Fatal Move
- 2008 : Sparrow
- 2008 : Ocean Flame
- 2008 : Tactical Unit – Human Nature
- 2008 : Tactical Unit – No Way Out
- 2008 : Tactical Unit – The Code (Téléfilm)
- 2008 : Ip Man
- 2009 : Tactical Unit – Partners
- 2009 : Tactical Unit - Comrades in Arms (Téléfilm)
- 2009 : Night & Fog
- 2009 : Vengeance
- 2009 : The Storm Warriors
- 2009 : Bodyguards and Assassins
- 2010 : Black Ransom
- 2010 : Bad Blood
- 2010 : Echoes of the Rainbow
- 2010 : Ip Man 2
- 2010 : The Blood Bond
- 2010 : Midnight Beating
- 2011 :The Man Behind the Courtyard House
- 2011 :Coming Back
- 2012 : Nightfall
- 2012 : The Thieves
- 2012 : Passion Island
- 2012 : Design of Death
- 2012 : Ripples of Desire
- 2012 : The Five
- 2012 : Glory Days
- 2012 : Cross
- 2013 : Les Jeux des nuages et de la pluie
- 2013 : L'Homme du Tai Chi
- 2014 : The Midnight After
- 2014 : Iceman 3D
- 2015 : 12 Golden Ducks
- 2015 : Two Thumbs Up
- 2015 : SPL 2 : A Time for Consequences
- 2017 : The Shanghai Job
- 2018 : Les Sentinelles du Pacifique
- 2019 : Chasing the Dragon 2
- 2019 : My People, My Country
- 2021 : Raging Fire
- En production : Disconnect'd (en)
- En production : Once Upon a Time in Hong Kong